# Sorbus klasterskyana
Sorbus klasterskyana är en rosväxtart som beskrevs av Karpati. Sorbus klasterskyana ingår i släktet oxlar, och familjen rosväxter. Inga underarter finns listade i Catalogue of Life.